# Шрайнер, Петер
Петер Шрайнер (4 мая 1940, Мюнхен) — немецкий историк крестовых походов и византинист.

## Биография
Выпускник Университета Людвига-Максимилиана в Мюнхене под руководством Ханса-Георга Бека. Звание доктора получил в 1967 году. В 1969 году был принят на работу в ватиканскую Библиотеку. С 1974 года является профессором в Свободном университете Берлина. В период с 1979—2005 был профессором в университете Кельна. В период 1991—2004 был главным редактором журнала «Byzantinische Zeitschrift». С 1991 года является членом-корреспондентом Австрийской Академии Наук, а в 1993 году Академии Наук в Геттингене. С 2001 года является президентом Международной ассоциации византинистики. Доктор honoris causa университета в Велико-Тырнаве (1992), Белградского университета (2003) и Софийского университета (2004).

## Награды
- Почётный знак Президента Болгарии (2024 год, Болгария)[4]

## Избранные работы
- «Studien zu den Brachea chronika», München, 1967.
- «Chronica Byzantina breviora = Die byzantinischen Kleinchroniken, Corpus Fontium Historiae Byzantinae 12», t. 1-2, Wien 1975—1979. Corpus Fontium Historiae Byzantinae. Series Vindobonensis
- «Byzanz 565—1453», Oldenbourg — München 1986
- «Stadt und Gesetz — Dorf und Brauch. Versuch einer historischen Volkskunde von Byzanz: Methoden, Quellen, Gegenstände, Beispiele». Vandenhoeck & Ruprecht, Göttingen 2001.